# Coppa di Slovacchia 2019-2020 (pallavolo femminile)
La Coppa di Slovacchia 2019-2020 si è svolta dal 23 ottobre 2019 al 9 febbraio 2020: al torneo hanno partecipato sette squadre di club slovacche femminili e la vittoria finale è andata per la prima volta al Pezinok-Bilíkova.

## Regolamento
Alla competizione, intitolata alla memoria dell'ex pallavolista Štefan Pipa, hanno preso parte sette delle otto formazioni iscritte all'Extraliga (non ha partecipato la formazione federale del SVF), abbinate nel tabellone tramite sorteggio; il torneo si è articolato in quarti di finale (a cui non ha partecipato lo Slávia Bratislava, campione di Slovacchia in carica, qualificato direttamente in semifinale) e semifinali strutturate in gara di andata e ritorno (coi punteggi di 3-0 e 3-1 sono stati assegnati 3 punti alla squadra vincente e 0 a quella perdente, col punteggio di 3-2 sono stati assegnati 2 punti alla squadra vincente e 1 a quella perdente; in caso di parità di punti dopo le due partite è stato disputato un golden set) e finale in gara unica.

## Squadre partecipanti
| Squadra           | Qualificazione                                    |
| ----------------- | ------------------------------------------------- |
| Brusno            | Partecipante all'Extraliga                        |
| Hit Trnava        | Partecipante all'Extraliga                        |
| Nové Mesto n/V    | Partecipante all'Extraliga                        |
| Pezinok-Bilíkova  | Partecipante all'Extraliga                        |
| Prešov            | Partecipante all'Extraliga                        |
| Slávia Bratislava | Partecipante all'Extraliga Campione di Slovacchia |
| UKF Nitra         | Partecipante all'Extraliga                        |

## Torneo

### Tabellone
|  | Quarti           | Quarti | Quarti |  |                  | Semifinali        | Semifinali | Semifinali |  |                  | Finale            | Finale |
|  |                  |        |        |  |                  |                   |            |            |  |                  |                   |        |
|  | Prešov           | 0      | 1      |  |                  |                   |            |            |  |                  |                   |        |
|  | Prešov           | 0      | 1      |  |                  |                   |            |            |  |                  |                   |        |
|  | Pezinok-Bilíkova | 3      | 3      |  |                  |                   |            |            |  |                  |                   |        |
|  | Pezinok-Bilíkova | 3      | 3      |  | Pezinok-Bilíkova | 3                 | 3          |            |  |                  |                   |        |
|  |                  |        |        |  | Pezinok-Bilíkova | 3                 | 3          |            |  |                  |                   |        |
|  |                  |        |        |  |                  | Brusno            | 0          | 1          |  |                  |                   |        |
|  | Hit Trnava       | 3      | 0      |  |                  | Brusno            | 0          | 1          |  |                  |                   |        |
|  | Hit Trnava       | 3      | 0      |  |                  |                   |            |            |  |                  |                   |        |
|  | Brusno           | 2      | 3      |  |                  |                   |            |            |  |                  |                   |        |
|  | Brusno           | 2      | 3      |  |                  |                   |            |            |  | Pezinok-Bilíkova | 3                 |        |
|  |                  |        |        |  |                  |                   |            |            |  | Pezinok-Bilíkova | 3                 |        |
|  |                  |        |        |  |                  |                   |            |            |  |                  | Slávia Bratislava | 2      |
|  |                  |        |        |  |                  |                   |            |            |  |                  | Slávia Bratislava | 2      |
|  |                  |        |        |  |                  |                   |            |            |  |                  |                   |        |
|  |                  |        |        |  |                  |                   |            |            |  |                  |                   |        |
|  |                  |        |        |  |                  | Slávia Bratislava | 3          | 115        |  |                  |                   |        |
|  |                  |        |        |  |                  | Slávia Bratislava | 3          | 115        |  |                  |                   |        |
|  |                  |        |        |  |                  | UKF Nitra         | 0          | 39         |  |                  |                   |        |
|  | UKF Nitra        | 3      | 3      |  |                  | UKF Nitra         | 0          | 39         |  |                  |                   |        |
|  | UKF Nitra        | 3      | 3      |  |                  |                   |            |            |  |                  |                   |        |
|  | Nové Mesto n/V   | 1      | 2      |  |                  |                   |            |            |  |                  |                   |        |
|  | Nové Mesto n/V   | 1      | 2      |  |                  |                   |            |            |  |                  |                   |        |

### Risultati

#### Quarti di finale

##### Andata
| 23 ottobre 2019 ŠH Spojená škola, Prešov Durata: 1h:07 - Spettatori: 50      | Prešov     | 0 - 3 | Pezinok-Bilíkova | 7-25, 20-25, 14-25               |
| 6 novembre 2019 Mestská športová hala, Trnava Durata: 1h:53 - Spettatori: 60 | Hit Trnava | 3 - 2 | Brusno           | 17-25, 21-25, 25-23, 25-15, 15-7 |
| 23 ottobre 2019 Mestská športová hala, Nitra Durata: 1h:34 - Spettatori: 60  | UKF Nitra  | 3 - 1 | Nové Mesto n/V   | 25-13, 25-20, 20-25, 25-22       |

##### Ritorno
| 27 novembre 2019 ŠH SOŠ, Pezinok Durata: 1h:27 - Spettatori: 100                             | Pezinok-Bilíkova | 3 - 1 | Prešov     | 23-25, 25-15, 25-13, 25-7         |
| 20 novembre 2019 ŠH Univerzita M. Bela, Banská Bystrica Durata: 1h:12 - Spettatori: 120      | Brusno           | 3 - 0 | Hit Trnava | 25-19, 25-14, 26-24               |
| 27 novembre 2019 Mestská športová hala, Nové Mesto nad Váhom Durata: 2h:03 - Spettatori: 120 | Nové Mesto n/V   | 2 - 3 | UKF Nitra  | 25-18, 16-25, 21-25, 25-21, 13-15 |

#### Semifinali

##### Andata
| 12 dicembre 2019 ŠH SOŠ, Pezinok Durata: 0h:54 - Spettatori: 50                    | Pezinok-Bilíkova  | 3 - 0 | Brusno    | 25-16, 25-11, 25-14 |
| 11 dicembre 2019 Športová hala Mladosť, Bratislava Durata: 1h:16 - Spettatori: 300 | Slávia Bratislava | 3 - 0 | UKF Nitra | 25-21, 25-19, 25-18 |

##### Ritorno
| 15 gennaio 2020 ŠH Základná Škola, Slovenská Ľupča Durata: 1h:35 - Spettatori: 280 | Brusno    | 1 - 3 | Pezinok-Bilíkova  | 15-25, 25-22, 20-25, 22-25                  |
| 15 gennaio 2020 Mestská športová hala, Nitra Durata: 2h:05 - Spettatori: 120       | UKF Nitra | 3 - 1 | Slávia Bratislava | 23-25, 25-18, 25-18, 26-24 Golden set: 9-15 |

#### Finale
| 9 febbraio 2020 Inter hala Pasienky, Bratislava Durata: 2h:18 - Spettatori: 2 200 | Pezinok-Bilíkova | 3 - 2 | Slávia Bratislava | 25-17, 23-25, 20-25, 25-21, 15-7 |